# Hypoxis setosa
Hypoxis setosa är en enhjärtbladig växtart som beskrevs av John Gilbert Baker. Hypoxis setosa ingår i släktet Hypoxis och familjen Hypoxidaceae. Inga underarter finns listade i Catalogue of Life.